# Habitatge de la plaça de la Vila, 8 (Amer)
L'Habitatge de la plaça de la Vila, 8 és una obra d'Amer (Selva) inclosa a l'Inventari del Patrimoni Arquitectònic de Catalunya.

## Descripció
Edifici entre mitgeres de tres plantes i terrassa situat a la banda nord de la Plaça de la Vila. La casa consta de dues crugies i d'una arcada de la plaça. La façana està arrebossada i emmarcada per dos falses pilastres que recorren el primer i el segon pis i acaben a la cornisa. L'arrebossat, en prou mal estat, està decorat amb un fals encoixinat de blocs rectangulars.
La planta baixa consta d'una arcada de mig punt emmarcada de pedra i d'una volta rebaixada de rajola que sosté bona part dels pisos superiors. Al fons, comença la façana de la planta baixa, la original de la casa abans de la construcció sobre les arcades, amb un portal d'una antiga botiga i una porta d'accés als pisos de dalt, totes dues emmarcades de pedra. La majoria de les cases de la plaça amb arcades a les seves plantes baixes segueixen el mòdul de dos arcades dividides per una columna i cada mòdul dividit per un pilar o llenç de paret més gruixut. Aquesta casa ocupa una de les arcades del mòdul.
El primer pis consta d'una balconada correguda de dues obertures. Les finestres tenen forma d'arc deprimit còncau, amb marcsde pedra calcària. El segon pis conté una balconada similar, encara que un pèl més estreta i petita, amb decoració de barrots de la barana diferent i amb els marcs arrebossats i pintats. Entre el primer i el segon pis hi ha un fris d'esgrafiats de caràcter geomètric i vegetal.
Sobre les finestres del segon pis comença la cornisa, amb diverses motllures, un altre esgrafiat de motiu geomètric i set nivells de motllures emergents, a mode d'entaulament. Sobre la cornisa hi ha una balustrada de 17 barrots de terrissa ammotllada en un sol tram.

## Història
És una de les cases amb arcada a la planta baixa de la plaça d'Amer. Els edificis que es conserven a la plaça són d'origen medieval, reformats durant els segles XV, XVI i sobretot durant els segles XVIII i XX. Tot i que es conserven reminiscències medievals a les façanes com ara alguna finestra geminada o trevolada, escuts en relleu, inscripcions.., la majoria d'edificis són dels segles XVIII-XX amb tres o quatre plantes i la particularitat d'ésser suportades parcialment pels porxos i arcades. L'origen d'aquests porxos és comercial, d'antigues parades cobertes que s'acabaven cobrint i edificant a sobre. Així passà a Vic i també a Girona, entre d'altres poblacions properes.
La fisonomia actual de la casa es deu a reformes de principis del segle xx.